# Lazarevo

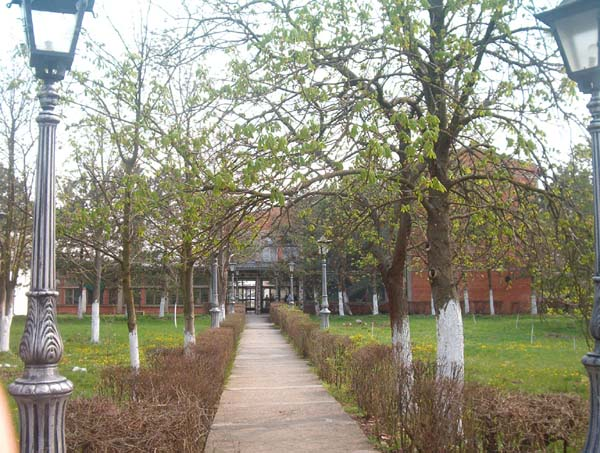
Lazarevo

Lazarevo (Лазарево) är en by i Vojvodina i norra Serbien. Byn hade 3 308 invånare 2002.
Byn är den plats där den bosnienserbiske före detta överbefälhavaren Ratko Mladić greps misstänkt för krigsförbrytelser den 26 maj 2011.

## Fotnoter
1. ↑  Ratko Mladic har gripits svt.se 26 maj 2011. Läst 16 april 2015.